# F-22 (série de jogos eletrônicos)
F-22 é uma série de jogos eletrônicos do gênero de simulador de combate aéreo produzido pela Novalogic entre os anos de 1996 e 1999 onde o jogador assume o comando de um avião caça Lockheed Martin F-22 Raptor em missões militares. O jogo utiliza o mesmo motor usado nos jogos da série Comanche.

## Jogos da série
| Título            | Ano  | Plataforma                |
| ----------------- | ---- | ------------------------- |
| F-22 Lightning II | 1996 | MS-DOS, Microsoft Windows |
| F-22 Raptor       | 1997 | Microsoft Windows         |
| F-22 Lightning 3  | 1999 | Microsoft Windows         |